# Hariton Borodai

Poetul Hariton Borodai.

Hariton Borodai (în ucraineană Харитон Бородай) (n. 11 octombrie 1913, satul Bairak, gubernia Poltava, Imperiul Rus - d. 9 aprilie 1944, Turnu Severin, Regatul României) a fost un poet și jurnalist ucrainean. El a publicat sub pseudonimul Iarema Bairak (în ucraineană Ярема Байрак).

## Biografie
Hariton Borodai s-a născut la 11 octombrie 1913 în satul Bairak din gubernia Poltava (Imperiul Rus), azi în raionul Dîkanka din regiunea Poltava (Ucraina), într-o familie de țărani liberi (cazaci), cu zece copii. Ca poet, Hariton Borodai va scrie mai târziu sub pseudonimul literar Iarema Bairak. A absolvit studii universitare la Institutul Pedagogic din Poltava.
La sfârșitul lunii iunie 1940, nordul Bucovinei a fost ocupat de către Armata Sovietică. În același an Hariton Borodai a fost mutat ca profesor de istorie la Școala generală de 7 ani din localitatea Berhomet pe Siret, aflată pe teritoriul cedat URSS-ului. Acolo a întâlnit-o pe învățătoarea Miroslava Copaciuc, de care s-a îndrăgostit. La scurtă vreme, cei doi tineri s-au căsătorit, iar la 11 octombrie 1941 (chiar în ziua în care poetul a împlinit 28 ani) s-au născut doi fii gemeni, care au primit numele Ostap și Andrei, după numele personajelor din romanul Taras Bulba al scriitorului rus Nikolai Gogol. Fiul cel mai mic, Andrei, a murit însă la puțină vreme după naștere.
După declanșarea războiului româno-sovietic (22 iunie 1941), nordul Bucovinei a fost eliberat de către armatele româno-germane. Armata Română a intrat în Berhomet la 5 iulie 1941. La scurtă vreme autoritățile vremii au început să-i expulzeze peste graniță pe toți cetățenii Bucovinei proveniți din URSS. Hariton Borodai a încercat zadarnic să obțină dreptul de a rămâne în Bucovina, argumentând că și-a format o familie în care a apărut și un copil, iar socrul său, învățătorul Ioan Copaciuc, era ofițer (sublocotenent) în rezervă în Armata Română, fiind mobilizat în cadrul Pirotehnicii din București.
În primăvara anului 1942 Hariton Borodai a fost expulzat peste graniță, stabilindu-se în orașul Kameneț-Podolsk din regiunea Hmelnițki (URSS), ce se afla sub ocupație germană. Acolo a lucrat ca redactor la ziarul ucrainean Podolianîn, care a apărut în oraș în timpul ocupației germane (din septembrie 1941 până în martie 1944) și a fost organ de presă al Comisariatului raional. În acest ziar a publicat articole pe teme literare sau teatrale, precum și poezii și povestiri. Membrii redacției propagau ideile înființării statului ucrainean, activând în Organizația Naționaliștilor Ucraineni.
Singura modalitate de comunicare între soții Borodai a rămas corespondența. Poetul i-a trimis soției scrisori în versuri în care își exprima speranța într-un viitor mai bun. Pentru Hariton Borodai perioada 1942-1944 a fost o perioadă poetică fecundă. A citit cu asiduitate creațiile poeților preferați: Taras Șevcenko, Ivan Franko, Aleksandr Pușkin, Mihail Lermontov și George Byron.
Într-o carte poștală din 2 martie 1943, Hariton Borodai își exprima sentimentul de singurătate și dorul față de soția sa: „Iubita mea Miroslava. E noapte. Stau singur în camera mea, ascult susurul râului ce s-a eliberat de gheață și gândul mă duce la tine, la fiu. Uneori simt atât de dureros singurătatea mea, încât îmi vine să-mi pun ștreangul de gât. Numai speranța mă mai susține că tu vei veni în curând la mine.”
În primăvara anului 1943, ca rezultat al numeroaselor intervenții făcute la autoritățile competente, soția acestuia a primit autorizația de a-l vizita, împreună cu copilul. Cei trei au locuit împreună până spre sfârșitul anului 1943, când soția poetului și copilul s-au întors la Berhomet pe Siret odată cu trupele germane care se retrăgeau. Poetul a rămas în Kameneț-Podolsk până în martie 1944, când a reușit, în sfârșit, să vină la Berhomet.

Soţii Borodai: Miroslava şi Hariton. Fotografie din 1940.

La scurtă vreme, nordul Bucovinei a fost ocupat, din nou, de către sovietici. Familia Borodai, compusă din cei doi soți, copil, soacră și cumnata Maria (Marusia), s-au îmbarcat într-un vagon de marfă, plecând în refugiu spre Oltenia, unde se afla deja refugiat prof. dr. Vladimir Copaciuc, fratele defunctului Ioan Copaciuc.
Maria (Marusia) Copaciuc avusese cu câțiva ani în urmă strânse legături de dragoste cu tânărul Taras Chisăliță, student la Politehnica din Cernăuți, dar acesta nu era bine văzut de mama fetei. Aceasta a căutat să-l înlăture pe Chisăliță, încercând să o convingă pe fiica ei să se căsătorească cu un tânăr pe nume Dimitrov, pe care fata nu-l simpatiza. Taras Chisăliță s-a îmbarcat în același tren cu iubita sa, dar a fost observat de mama fetei.
La 9 aprilie 1944, pe când soția poetului - împreună cu copilul - a coborât din vagon pentru a aduce ceai fierbinte oferit refugiaților în stația de cale ferată Șimian din apropierea orașului Turnu Severin, a avut loc o tragedie. Pe peronul gării Șimian, Chisăliță și-a invitat iubita pe peron, dar pe când cei doi discutau a apărut Olga Copaciuc și ginerele ei, Hariton Borodai. Într-un acces de nebunie, Taras Chisăliță a înfăptuit o triplă crimă: a ucis cu câteva gloanțe de revolver pe iubita sa, pe mama ei și pe Hariton Borodai. Acesta sărise să le apere pe cele două femei și a fost ucis accidental. După două luni de închisoare, criminalul s-a sinucis, ștrangulându-se cu câteva fâșii de cearceaf.
După ce și-a înmormântat soțul, mama și pe sora sa, Miroslava Borodai și-a luat copilul în brațe și a vrut să se arunce în Dunăre. Pe malul fluviului, a renunțat să-și ducă gândul la îndeplinire. Ea s-a căsătorit în anul 1947 cu învățătorul Daniel Șandru, cu care a avut un fiu pe nume Bogdan. Și-a dedicat anii următori culegerii de folclor ucrainean, publicând două culegeri de cântece populare. De asemenea, a strâns peste 1.500 de modele de broderii (cusături) vechi de la huțulii bucovineni, fiind preocupată de păstrarea artei populare huțule. A murit la 25 martie 1983, fiind înmormântată, alături de cel de-al doilea soț, în cimitirul orașului Rădăuți.

## Opera

Coperta cărţii Strîvojeni zori, publicată în 2007.

Hariton Borodai a murit la vârsta de 30 ani. El a publicat poezii și proză în ziarul Podolianîn grupate sub denumirea generică Strîvojeni zori („Zorile înfricoșate”). Aceste poezii au fost semnate cu pseudonimul Iarema Bairak. Toate manuscrisele, tăieturile din ziare și fotografiile aparținând lui Hariton Borodai au fost păstrate de soția acestuia, care le-a încredințat apoi fiului ei, Ostap Borodai-Șandru. 
La începutul anilor '90 ai secolului al XX-lea, poeziile lui Hariton Borodai au început să fie publicate în diferite periodice din România și Ucraina (inclusiv în revista literar-artistică Iarovît din Cernăuți).
Abia în anul 2007, cu sprijinul financiar al Uniunii Ucrainenilor din România, Ostap Borodai-Șandru a publicat aceste poezii în volumul Strîvojeni zori (Ed. „RCR print”, București, 2007). Volumul cuprinde 58 poezii, două cicluri poetice („Cronica anului 1933” și „Monumentele Poltavei”), nuvela „Cobzarul”, cinci povestiri („Învingătorul furtunii”, „Ei, dumbravă, crâng întunecat!”, „Țipăt în miez de noapte”, „Studii autumnale”, „Secara se vântură”) și „Enciclopedia umoristică”. Doar nuvela „Cobzarul” și povestirea „Țipăt în miez de noapte” au fost traduse în limba română de Ostap Borodai-Șandru și publicate în revista Curierul ucrainean.
Criticul literar Oleksa Romaneț distinge trei cicluri de poezii în opera lui Hariton Borodai: poezii despre natură, versuri dedicate soției și fiului și poezii patriotice (cum ar fi acrostihul „Slavă Ucrainei”). În prefața la volumul Strîvojeni zori, scriitorul Mihai Mihailiuc afirmă că poezia lui Borodai are o tentă antistalinistă, fiind îmbibată de dragoste fierbinte pentru Ucraina asuprită, iar povestirile sale evocă perioada foametei.
În anul 2008 Ostap Borodai-Șandru a donat Muzeului Literaturii Ucrainene din regiunea Hmelnițki (Ucraina) toate manuscrisele, cartea pe paginile căreia erau lipite poeziile și proza publicate în ziarul „Podolianîn” de Hariton Borodai sub denumirea generică Strîvojeni zori („Zorile înfricoșate“) și câteva fotografii.